# Omonadus formicarius
Omonadus formicarius là một loài bọ cánh cứng trong họ Anthicidae. Loài này được Goeze miêu tả khoa học năm 1777. Loài này được tìm thấy ở Caribbean, Trung Mỹ, Bắc Mỹ, Châu Đại Dương và Nam Mỹ. 